# گرومبریج
گرومبریج (به انگلیسی: Groombridge) یک روستا در بریتانیا است که در Wealden واقع شده‌است.